# Statistiques du Club de Foot Montréal
 (octobre 2012).
Cet article détaille les statistiques de l'Impact de Montréal et plus particulièrement les résultats de chacune des saisons de l'Impact de Montréal avant l'arrivée du club dans la Major League Soccer (MLS) en 2012. Ces statistiques présentent les résultats de l'équipe lorsqu'elle faisait partie de l'American Professional Soccer League (APSL) entre 1993 et 1994, lorsqu'elle faisait partie de la A-League entre 1994 et 2004, les résultats de l'équipe pendant ses années de participation à l'USL entre 2005 et 2008 puis finalement la participation de l'équipe dans la North American Soccer League entre 2009 et 2011. 

## Les résultats de l'Impact en1993
| Date          | Match | Adversaire      | Lieu | Score    | Buteurs                                           | Assistance |
| ------------- | ----- | --------------- | ---- | -------- | ------------------------------------------------- | ---------- |
| 14 mai        | 01    | Los Angeles     | Ext  | 2-3 (F)  | Lopez 4e, Ferri 80e                               | 4172       |
| 15 mai        | 02    | Colorado        | Ext  | 0-2      |                                                   | 1205       |
| 21 mai        | 03    | Tampa Bay       | Dom  | 4-2 (TP) | Walker 47e,Dasovic 49e,Zanone (TP) 69e,Zanone 88e | 5380       |
| 30 mai        | 04    | Vancouver       | Dom  | 0-2      |                                                   | 4027       |
| 6 juin        | 05    | Toronto         | Ext  | 0-1      |                                                   | 1477       |
| 11 juin       | 06    | Colorado        | Dom  | 0-1      |                                                   | 2849       |
| 18 juin       | 07    | Fort Lauderdale | Ext  | 2-1      | Dasovic 3e, Baker 90e                             | 1891       |
| 19 juin       | 08    | Tampa Bay       | Ext  | 2-1(F)   | Needham 9e, Barker (F)                            | 2458       |
| 27 juin       | 09    | Fort Lauderdale | Dom  | 3-0      | Zanone 3e, De Santis 32e, Needham 80e             | 4410       |
| 1er juillet   | 10    | Vancouver       | Ext  | 2-0      | Needham 31e, Dasovic 72e                          | 5196       |
| 4 juillet     | 11    | Toronto         | Ext  | 4-3      | Barker 64e, Walker 75e,Needham 79e, Devos 90e     | 684        |
| 9 juillet     | 12    | Tampa Bay       | Dom  | 2-0      | Needham 5e, Zanone 54e                            | 4562       |
| 14 juillet    | 13    | Toronto         | Dom  | 2-1 (TP) | Ferri (TP) 78e, Rizi 90e                          | 5804       |
| 16 juillet    | 14    | Fort Lauderdale | Dom  | 1-2      | Luzniak (csc) 83e                                 | 4189       |
| 30 juillet    | 15    | Vancouver       | Ext  | 1-2      | Barker 56e                                        | 4629       |
| 6 août        | 16    | Los Angeles     | Dom  | 0-1      |                                                   | 7129       |
| 15 août       | 17    | Vancouver       | Dom  | 1-0 (F)  | Doliscat (F)                                      | 3874       |
| 22 août       | 18    | Los Angeles     | Dom  | 1-0      | Sahrane 21e                                       | 5611       |
| 27 août       | 19    | Los Angeles     | Ext  | 0-2      |                                                   | 7202       |
| 29 août       | 20    | Colorado        | Ext  | 1-4      | Needham 5e                                        | 3001       |
| 1er septembre | 21    | Toronto         | Dom  | 1-0      | Calixte 90e                                       | 3024       |
| 4 septembre   | 22    | Fort Lauderdale | Ext  | 0-2      |                                                   | 1391       |
| 6 septembre   | 23    | Tampa Bay       | Ext  | 1-2 (P)  | Calixte 49e                                       | 1200       |
| 10 septembre  | 24    | Colorado        | Dom  | 0-2      |                                                   | 3019       |

| Légende |                |
|         | Victoire       |
|         | Défaite        |
| (TP)    | tir de penalty |
| (F)     | Fusillade      |
| (P)     | Prolongation   |

## Les résultats de l'Impact en1994
| Date         | Match | Adversaire      | Lieu | Score    | Buteurs                                                         | Assistance |
| ------------ | ----- | --------------- | ---- | -------- | --------------------------------------------------------------- | ---------- |
| 1er juillet  | 01    | Los Angeles     | Dom  | 1-0      | Barker 58e                                                      | 2865       |
| 6 juillet    | 02    | Seattle         | Dom  | 0-1      |                                                                 | 4481       |
| 15 juillet   | 03    | Toronto         | Ext  | 0-1      |                                                                 | 1705       |
| 27 juillet   | 04    | Toronto         | Ext  | 0-1      |                                                                 | 1277       |
| 29 juillet   | 05    | Toronto         | Dom  | 1-0 (TP) | Harbor 1re(TP)                                                  | 4425       |
| 31 juillet   | 06    | Toronto         | Ext  | 3-0      | Barker 16e, Harbor 37e, De Santis 61e                           | 1240       |
| 3 août       | 07    | Los Angeles     | Dom  | 2-0      | Barker 22e, Harbor 56e                                          | 3249       |
| 5 août       | 08    | Seattle         | Dom  | 0-2      |                                                                 | 4762       |
| 7 août       | 09    | Los Angeles     | Ext  | 4-3      | Limniatis 6e, Dasovic 63e, Biello 76e, Harbor 89e               | 2034       |
| 10 août      | 10    | Fort Lauderdale | Dom  | 1-0      | Karuzaz (csc) 4e                                                | 2122       |
| 14 août      | 11    | Vancouver       | Dom  | 4-1      | Concina 5e, Harbor 17e, Rizi 75e, Gyau 81e                      | 3275       |
| 17 août      | 12    | Fort Lauderdale | Ext  | 2-1(F)   | Harbor 49e, De Santis (F) , Rizi (F) , Barker (F) , Concina (F) | 1721       |
| 27 août      | 13    | Fort Lauderdale | Ext  | 1-0 (F)  | Doliscat (F), Biello (F)                                        | 1778       |
| 2 septembre  | 14    | Los Angeles     | Ext  | 1-0      | Harbor 50e                                                      | 3672       |
| 7 septembre  | 15    | Fort Lauderdale | Ext  | 2-0 (TP) | Harbor(TP) 74e, Biello 79e                                      | 974        |
| 11 septembre | 16    | Colorado        | Dom  | 1-2 (F)  | Doliscat 2e, De Santis (F)                                      | 3855       |
| 14 septembre | 17    | Vancouver       | Ext  | 0-2      |                                                                 | 4415       |
| 17 septembre | 18    | Colorado        | Ext  | 1-2      | Harbor 40e                                                      | 1754       |
| 23 septembre | 19    | Colorado        | Dom  | 0-2      |                                                                 | 1850       |
| 25 septembre | 20    | Fort Lauderdale | Dom  | 5-1      | Barker 23e 26e, De Santis 39e, Echevarria 50e Rizi 69e          | 2379       |
| 30 septembre | série | Los Angeles     | Dom  | 2-1      | Barker 6e, Harbor 42e                                           | 1961       |
| 2 octobre    | série | Los Angeles     | Ext  | 0-3      |                                                                 | 6002       |
| 2 octobre    | série | Los Angeles     | Ext  | 1-0 (F)  | Diotte (F)                                                      | 6002       |
| 15 octobre   | série | Colorado        | Ext  | 1-0      | Harbor 21e                                                      | 8169       |

| Légende |                |
|         | Victoire       |
|         | Défaite        |
| (TP)    | tir de penalty |
| (F)     | Fusillade      |

## Les résultats de l'Impact en1995
| Date          | match # | Adversaire | Lieu | Score   | résultat | Buteurs                                                    | Assistance |
| ------------- | ------- | ---------- | ---- | ------- | -------- | ---------------------------------------------------------- | ---------- |
| 7 mai         | 01      | New York   | Ext  | 1-0     | victoire | Dougherty 82e                                              | 2793       |
| 13 mai        | 02      | Colorado   | Ext  | 2-0     | victoire | Dougherty 14e, Needham 60e                                 | 8734       |
| 21 mai        | 03      | New York   | Dom  | 1-0     | victoire | Needham 78e                                                | 4085       |
| 26 mai        | 04      | Vancouver  | Dom  | 1-0     | victoire | Kouzmanis 83e                                              | 2684       |
| 2 juin        | 05      | Atlanta    | Ext  | 0-2     | défaite  |                                                            | 2578       |
| 4 juin        | 06      | Atlanta    | Dom  | 2-0     | victoire | Paulinho 18e 20e, Needham 67e, Biello 75e                  | 3258       |
| 16 juin       | 07      | Seattle    | Ext  | 0-2     | défaite  |                                                            | 4295       |
| 18 juin       | 08      | Vancouver  | Ext  | 1-3     | défaite  | Dougherty (TP) 82e                                         | 3985       |
| 28 juin       | 09      | Colorado   | Dom  | 2-1     | victoire | Trittschuh 45e, Dougherty (TP) 82e                         | 3364       |
| 9 juillet     | 10      | Seattle    | Dom  | 2-3 (F) | défaite  | Doliscat 45e, Dougherty 65e                                | 4067       |
| 12 juillet    | 11      | Vancouver  | Ext  | 1-0     | victoire | Barker 26e                                                 | 3915       |
| 19 juillet    | 12      | Atlanta    | Dom  | 4-2     | victoire | Dougherty (TP) 45e, Trittschuh 77e, Barker 83e, Biello 80e | 5179       |
| 23 juillet    | 13      | New York   | Ext  | 2-0     | victoire | Barker 33e, Trittschuh 44e                                 | 735        |
| 26 juillet    | 14      | New York   | Dom  | 4-0     | victoire | Paulinho 64e 90e, Barker 66e, Dougherty 82e                | 5983       |
| 6 août        | 15      | Colorado   | Dom  | 5-0     | victoire | Barker 48e, Holness 60e, Paulinho 68e, Biello 86e 90e      | 6017       |
| 9 août        | 16      | Vancouver  | Dom  | 2-3     | défaite  | Dougherty (TP) 31e, (TP) 56e                               | 5034       |
| 12 août       | 17      | Colorado   | Ext  | 3-2 (F) | victoire | De Santis 43e, Barker 54e                                  | 4102       |
| 16 août       | 18      | Vancouver  | Ext  | 1-0     | victoire | Needham 37e                                                | 3846       |
| 18 août       | 19      | Colorado   | Dom  | 2-1     | victoire | Barker 13e, Hooper 63e                                     | 7579       |
| 20 août       | 20      | Atlanta    | Ext  | 3-2     | victoire | De Santis 16e 87e, Barker 66e                              | 2538       |
| 27 août       | 21      | Vancouver  | Dom  | 3-1     | victoire | Dougherty 4e, Needham 58e, Barker 76e                      | 6644       |
| 1er septembre | 22      | Seattle    | Dom  | 1-3     | défaite  | Barker 79e                                                 | 7026       |
| 6 septembre   | 23      | Seattle    | Ext  | 0-1     | défaite  |                                                            | 4139       |
| 10 septembre  | 24      | New York   | Ext  | 3-2     | victoire | Biello 3e, Paulinho 53e, Kouzmanis 75e                     | 1461       |
| 14 septembre  | série   | Atlanta    | Ext  | 0-1(F)  | défaite  | Barker 70e                                                 | 2114       |
| 16 septembre  | série   | Atlanta    | Dom  | 3-0     | victoire | Paulinho 31e, Barker 44e, Hooper 78e                       | 2684       |
| 17 septembre  | série   | Atlanta    | Dom  | 0-1(F)  | défaite  |                                                            | 3578       |

## Les résultats de l'Impact en1996
| Date          | match # | Adversaire | Lieu            | Score   | résultat | Buteurs                                   | Assistance |
| ------------- | ------- | ---------- | --------------- | ------- | -------- | ----------------------------------------- | ---------- |
| 17 mai        | 01      | Atlanta    | Ext             | 3-1     | victoire | Badescu 30e, Needham 47e, Sheen (csc) 70e | 2617       |
| 24 mai        | 02      | New York   | Dom             | 2-0     | victoire | De Santis 51e, Berdusco 84e               | 3927       |
| 2 juin        | 03      | Seattle    | Dom             | 0-1     | défaite  |                                           | 2456       |
| 9 juin        | 04      | Rochester  | Dom ( à Québec) | 2-0     | victoire | Needham 24e, Barker 60e                   | 5344       |
| 12 juin       | 05      | Colorado   | Dom             | 3-2     | victoire | De Santis 2e 45e, Berdusco 8e             | 1538       |
| 15 juin       | 06      | Rochester  | Ext             | 1-0 (F) | victoire | De Santis (F), Barker (F)                 | 5038       |
| 16 juin       | 07      | Vancouver  | Dom             | 1-2 (F) | défaite  | Berdusco 36e                              | 3180       |
| 23 juin       | 08      | Colorado   | Ext             | 1-0     | victoire | Biello 42e                                | 1752       |
| 28 juin       | 09      | Atlanta    | Ext             | 2-1     | victoire | (csc) ? 19e, Biello 55e                   | 1102       |
| 30 juin       | 10      | New York   | Ext             | 0-1     | défaite  |                                           | 311        |
| 5 juillet     | 11      | Atlanta    | Dom             | 2-0     | victoire | Biello 7e 32e                             | 5103       |
| 10 juillet    | 12      | Rocheste   | Ext             | 3-0     | victoire | Romanello 41e, Barker 62e, Lowe 73e       | 5342       |
| 12 juillet    | 13      | Rochester  | Dom             | 2-3     | défaite  | Lowe 15e, 35e                             | 14717      |
| 14 juillet    | 14      | Colorado   | Ext             | 2-1     | victoire | Lowe 41e, De Santis 67e                   | 2762       |
| 17 juillet    | 15      | Seattle    | Ext             | 1-0 (F) | victoire | Doliscat (F), Romanello (F), deVos (F)    | 2891       |
| 19 juillet    | 16      | Vancouver  | Ext             | 4-1     | victoire | Berdusco 5e 45e, Barker 21e, deVos 68e    | 4048       |
| 24 juillet    | 17      | Atlanta    | Dom             | 3-0     | victoire | deVos 44e, Barker 68e, Hooper 70e         | 5419       |
| 28 juillet    | 18      | New York   | Ext             | 2-0     | victoire | Barker 37e, Biello 76e                    | 427        |
| 9 août        | 19      | Seattle    | Dom             | 1-0 (F) | victoire | Barker (F), Doliscat (F)                  | 6293       |
| 14 août       | 20      | Vancouver  | Dom             | 1-0     | victoire | Berdusco 44e                              | 6431       |
| 17 août       | 21      | Seattle    | Ext             | 0-2     | défaite  |                                           | 3560       |
| 21 août       | 22      | Vancouver  | Ext             | 0-1     | défaite  |                                           | 3818       |
| 23 août       | 23      | Colorado   | Dom             | 2-1     | victoire | Biello 36e, Hooper 64e                    | 7231       |
| 30 août       | 24      | New York   | Dom             | 1-0     | victoire | Barker 18e                                | 7037       |
| 1er septembre | 25      | New York   | Ext             | 2-0     | victoire | Giummarra 10e, (csc) Szanto 28e           | 1347       |
| 4 septembre   | 26      | Rochester  | Dom             | 2-1     | victoire | Berdusco 48e, 63e                         | 3987       |
| 11 septembre  | 27      | Rochester  | Ext             | 0-1     | défaite  |                                           | 8128       |
| 19 septembre  | série   | Rochester  | Dom             | 2-3     | défaite  | De vos 51e, Barker 55e                    | 3691       |
| 21 septembre  | série   | Rochester  | Ext             | 3-0     | victoire | Lowe 54e, Berdusco 57e, Biello 89e        | 14809      |
| 25 septembre  | série   | Rochester  | Dom             | 1-2     | défaite  | Biello 15e                                | 3137       |

## Les résultats de l'Impact en1997
| Date         | match # | Adversaire          | Lieu | Score   | résultat | Buteurs                                                                         | Assistance |
| ------------ | ------- | ------------------- | ---- | ------- | -------- | ------------------------------------------------------------------------------- | ---------- |
| 14 mai       | 01      | Charleston          | Ext  | 2-0     | victoire | Biello 50e, Lowe 65e                                                            | 1498       |
| 16 mai       | 02      | Raleigh             | Ext  | 0-1 (F) | défaite  |                                                                                 | 1267       |
| 18 mai       | 03      | Jacksonville        | Ext  | 3-0     | victoire | De Santis 49e, Sedgewick 84e, Biello 86e                                        | 1581       |
| 25 mai       | 04      | Charleston          | Dom  | 2-0     | victoire | Lowe 73e, Sedgewick 77e                                                         | 5754       |
| 30 mai       | 05      | Hershey             | Ext  | 2-1     | victoire | Barker 38e, Lowe 50e                                                            | 2400       |
| 1er juin     | 06      | Jacksonville        | Dom  | 2-0     | victoire | Kolic 53e, Needham 86e                                                          | 3163       |
| 8 juin       | 07      | Carolina            | Dom  | 2-1     | victoire | Barker 65e, Lowe 85e                                                            | 1649       |
| 12 juin      | 08      | Connecticut         | Ext  | 3-0     | victoire | Barker 27e 36e, Berdusco 44e                                                    | 689        |
| 18 juin      | 09      | Toronto             | Dom  | 0-1 (P) | défaite  |                                                                                 | 2933       |
| 25 juin      | 10      | Worcester           | Dom  | 6-0     | victoire | Lowe 15e, De Santis (TP) 30e, Needham 54e, Barker 55e, Biello 73e, Oliviero 90e | 2834       |
| 28 juin      | 11      | Worcester           | Ext  | 1-0 (F) | victoire | Zaratin (F)                                                                     | 1124       |
| 1er juillet  | 12      | Toronto ( à Ottawa) | Dom  | 1-0     | victoire | Biello 8e                                                                       | 3865       |
| 4 juillet    | 13      | Rochester           | Dom  | 0-1 (P) | défaite  |                                                                                 | 10875      |
| 6 juillet    | 14      | Rochester           | Dom  | 6-1     | victoire | Sedgewick 2e, De Santis 18e, Oliviero 42e, Barker 66e, Oliviero 69e, Kolic 77e  | 4267       |
| 9 juillet    | 15      | Richmond            | Dom  | 1-0 (P) | victoire | Lowe 95e                                                                        | 5803       |
| 16 juillet   | 16      | Raleigh             | Dom  | 4-0     | victoire | Sedgewick 18e, Barker 29e, Biello 38e 65e                                       | 6533       |
| 18 juillet   | 17      | Richmond            | Dom  | 2-0     | victoire | Biello 86e, Kolic 89e                                                           | 1661       |
| 20 juillet   | 18      | Hershey             | Dom  | 2-4     | défaite  | (csc) Diotte 29e, Needham 32e 41e }                                             | 6421       |
| 25 juillet   | 19      | Long Island         | Dom  | 2-0     | victoire | Tilley 7e 45e, Sedgewick 55e, Hooper 57e                                        | 6257       |
| 27 juillet   | 20      | Toronto             | Ext  | 1-2     | défaite  | Barker 70e                                                                      | 1874       |
| 6 août       | 21      | Toronto             | Ext  | 1-0 (P) | victoire | Needham 105e                                                                    | 1651       |
| 9 août       | 22      | Long Island         | Ext  | 0-1     | défaite  | Barker 70e                                                                      | 4135       |
| 13 août      | 23      | Long Island         | Dom  | 0-1     | défaite  | Barker 70e                                                                      | 6825       |
| 16 août      | 24      | Carolina            | Ext  | 2-1     | victoire | Kolic 18e, Tilley 25e                                                           | 3847       |
| 20 août      | 25      | Connecticut         | Dom  | 2-0     | victoire | Oliviero 4e, Tilley 36e                                                         | 7083       |
| 24 août      | 26      | Minnesota           | Dom  | 4-0     | victoire | Barker Biello 2e, Barker 31e, Tilley 43e, Sedgewick 62e                         | 7517       |
| 29 août      | 27      | Milwaukee           | Ext  | 2-1     | victoire | De Santis 62e (TP) 73e                                                          | 2919       |
| 31 août      | 28      | Minnesota           | Ext  | 4-0     | victoire | Tilley 28e 88e, Lowe 75e, Kolic 89e                                             | 3867       |
| 5 septembre  | série   | Toronto             | Ext  | 2-1     | victoire | Lowe 8e, Biello 62e                                                             | 2152       |
| 7 septembre  | série   | Toronto             | Dom  | 4-0     | victoire | Tilley (TP) 17e 25e 26e, Sedgewick 45e                                          | 4138       |
| 12 septembre | série   | Long Island         | Ext  | 1-2     | défaite  | Barker 5e                                                                       | 3585       |
| 14 septembre | série   | Long Island         | Dom  | 2-0     | victoire | Biello 34e, Hooper 77e                                                          | 6679       |
| 14 septembre | série   | Long Island         | Dom  | 0-1 (F) | défaite  |                                                                                 | 6679       |

## Les résultats de l'Impact en1998
| Date         | match # | Adversaire             | Lieu | Score   | résultat | Buteurs                                                                      | Assistance |
| ------------ | ------- | ---------------------- | ---- | ------- | -------- | ---------------------------------------------------------------------------- | ---------- |
| 10 mai       | 01      | Atlanta                | Ext  | 3-1     | victoire | Biello 30e 66e, Edouard 86e                                                  | 509        |
| 13 mai       | 021     | Raleigh                | Ext  | 3-2 (F) | victoire | Sibiya 15e, Oliviero 20e (F)                                                 | 357        |
| 15 mai       | 03      | Richmond               | Ext  | 1-0 (F) | victoire | Pizzolitto (F)                                                               | 2419       |
| 17 mai       | 04      | Jacksonville           | Ext  | 3-2     | victoire | Wilson 30e 45e, Biello 48e                                                   | 960        |
| 24 mai       | 05      | Hampton Roads          | Dom  | 3-2 (F) | victoire | De Santis (TP) 34e, Biello 56e, Limniatis (F)                                | 5168       |
| 29 mai       | 06      | MLS II                 | Dom  | 5-0     | victoire | De Santis 19e, Wilson 31e, Biello 54e, Xavier 62e, Oliviero 77e              | 2153       |
| 5 juin       | 07      | Vancouver              | Ext  | 2-1 (F) | victoire | Sibiya 56e, Diotte (F)                                                       | 4071       |
| 6 juin       | 08      | Seattle                | Ext  | 0-4     | défaite  |                                                                              | 3146       |
| 12 juin      | 09      | Staten Island          | Dom  | 2-1     | victoire | Wilson 10e, Oliviero 90e 90                                                  | 2213       |
| 14 juin      | 10      | Rochester              | Dom  | 0-1     | défaite  |                                                                              | 2458       |
| 21 juin      | 11      | Staten Island          | Dom  | 0-1 (F) | défaite  |                                                                              | 2146       |
| 28 juin      | 12      | Connecticut            | Dom  | 2-1     | victoire | Biello 64e, Wilson 70e                                                       | 3107       |
| 1er juillet  | 13      | Toronto ( à/in Ottawa) | Dom  | 6-0     | victoire | De Santis 53e, Sibiya 64e, Biello 70e, Wilson 73e, Corneli 83e, Oliviero 86e | 2876       |
| 3 juillet    | 14      | Connecticut            | Ext  | 3-2 (F) | victoire | Oliviero 52e, Oliviero 73e (F)                                               | 1668       |
| 5 juillet    | 15      | Worcester              | Ext  | 2-1     | victoire | Limniatis 56e, Needham (TP) 89e                                              | 177        |
| 8 juillet    | 16      | Long Island            | Dom  | 1-0     | victoire | Biello 49e                                                                   | 4518       |
| 11 juillet   | 17      | Long Island            | Ext  | 1-0 (F) | victoire | Sibiya (F)                                                                   | 3062       |
| 22 juillet   | 18      | Toronto                | Dom  | 1-0 (P) | victoire | De Santis (TP) 105e                                                          | 5028       |
| 25 juillet   | 19      | Rochester              | Ext  | 0-6     | défaite  |                                                                              | 13 427     |
| 27 juillet   | 20      | Seattle                | Dom  | 0-1     | défaite  |                                                                              | 3525       |
| 9 août       | 21      | Hershey                | Dom  | 3-2 (F) | victoire | Wilson 53e, Lowe 65e, Biello (F)                                             | 5573       |
| 12 août      | 22      | Worcester              | Dom  | 1-0 (F) | victoire | Biello (F)                                                                   | 5466       |
| 16 août      | 23      | Rochester              | Ext  | 2-1     | victoire | Wilson 71e, Corneli 85e                                                      | 12 061     |
| 19 août      | 24      | Staten Island          | Dom  | 4-1     | victoire | Sedgewick 22e 75e, Biello 86e 87e                                            | 5342       |
| 23 août      | 25      | Toronto                | Ext  | 1-2 (F) | défaite  | Wilson 44e, DiPlacido (F)                                                    | 3013       |
| 26 août      | 26      | Connecticut            | Dom  | 5-1     | victoire | Oliviero 8e 12e, Doliscat 37e, Lamey 43e, Biello 58e                         | 4132       |
| 30 août      | 27      | Worcester              | Dom  | 0-2     | défaite  |                                                                              | 7933       |
| 5 septembre  | 28      | Long Island            | Ext  | 1-0     | victoire | Lamey 40e                                                                    | 2386       |
| 12 septembre | série   | Long Island            | Dom  | 3-1     | victoire | Oliviero 55e, Lamey 66e, Wilson 90e                                          | 2000       |
| 20 septembre | série   | Rochester              | Dom  | 2-3     | défaite  | Thomas 43e, Diotte 56e                                                       | 4360       |
| 23 septembre | série   | Rochester              | Ext  | 1-4     | défaite  | Thomas 23e                                                                   | 7529       |

## Les résultats de l'Impact en2000
| Date        | match # | Adversaire    | Lieu | Score   | résultat | Buteurs                                       | Assistance |
| ----------- | ------- | ------------- | ---- | ------- | -------- | --------------------------------------------- | ---------- |
| 6 mai       | 01      | Pittsburgh    | Ext  | 1-2     | défaite  | Gluscevic 64e                                 | 3297       |
| 21 mai      | 02      | Toronto       | Ext  | 0-1     | défaite  |                                               | 2420       |
| 28 mai      | 03      | Connecticut   | Dom  | 1-0     | Victoire | Gluscevic 31e                                 | 2321       |
| 31 mai      | 04      | Reggina (MA)  | Dom  | 0-0     | nulle    |                                               | 4835       |
| 3 juin      | 05      | Raleigh       | Dom  | 1-2     | défaite  | François 87e                                  | 1117       |
| 10 juin     | 06      | Rochester     | Ext  | 1-2     | défaite  | Pizzolitto 8e                                 | 11381      |
| 11 juin     | 07      | Toronto       | Ext  | 0-4     | défaite  |                                               | 1823       |
| 16 juin     | 08      | Toronto       | Dom  | 1-1     | nulle    | Biello 66e                                    | 1624       |
| 23 juin     | 09      | Boston        | Ext  | 1-2     | défaite  | Kolic 29e                                     | 556        |
| 25 juin     | 10      | Seattle       | Dom  | 0-3     | défaite  |                                               | 1209       |
| 28 juin     | 11      | Long Island   | Dom  | 1-3     | défaite  | Kolic 19e                                     | 1208       |
| 29 juin     | 12      | Haïti(MA)     | Dom  | 1-0     | Victoire | Ribeiro (N/A)                                 | 3194       |
| 1er juillet | 13      | Guatemala(MA) | Dom  | 1-3     | Défaite  | Edouard (N/A)                                 | 2634       |
| 1er juillet | 14      | Seattle       | Ext  | 2-2     | nulle    | Biello 44e, Ngon 56e                          | 1551       |
| 3 juillet   | 15      | Maroc(MA)     | Dom  | 1-1     | nulle    | Edouard (N/A)                                 | 2872       |
| 4 juillet   | 16      | Boston        | Dom  | 1-2     | Défaite  | Ngon 53e                                      | 1107       |
| 7 juillet   | 17      | Long Island   | Ext  | 2-1     | Victoire | Kolic 24e, Mayard 65e                         | 6022       |
| 9 juillet   | 18      | Connecticut   | Ext  | 1-1     | nulle    | Kolic 56e                                     | 1232       |
| 11 juillet  | 19      | Hampton Roads | Dom  | 1-0     | Victoire | Mayard 44e                                    | 3254       |
| 14 juillet  | 20      | Raleigh       | Ext  | 1-6     | Défaite  | Ngon 78e                                      | 841        |
| 15 juillet  | 21      | Richmond      | Ext  | 0-2     | Défaite  |                                               | 3011       |
| 21 juillet  | 22      | Boston        | Ext  | 2-0     | Victoire | Mayard 57e, Ngon 90e                          | 492        |
| 23 juillet  | 23      | Rochester     | Dom  | 3-1     | Victoire | Ngon 12e, Oliviero 68e 87e                    | 3177       |
| 28 juillet  | 24      | Boston        | Dom  | 2-1     | Victoire | Ngon 55e, Kolic 64e                           | 2154       |
| 30 juillet  | 25      | Toronto       | Dom  | 3-0     | Victoire | De Santis (TP) 3e, Biello 18e, Pizzolitto 55e | 2238       |
| 4 août      | 26      | Rochester     | Ext  | 1-2     | Défaite  | Biello 57e                                    | 13597      |
| 6 août      | 27      | Toronto       | Dom  | 1-0     | Victoire | Ngon 17e                                      | 2089       |
| 13 août     | 28      | Pittsburgh    | Dom  | 0-1 (P) | Défaite  |                                               | 2111       |
| 18 août     | 29      | Vancouver     | Dom  | 1-0     | Victoire | Nwachukwu 78e                                 | 2106       |
| 20 août     | 30      | Rochester     | Dom  | 1-0     | Victoire | Kolic 59e                                     | 4237       |
| 27 août     | 31      | US PRO-40     | Dom  | 3-1     | Victoire | Biello 57e, Kolic 72e, Oliviero 83e           | 5117       |
| 2 septembre | 32      | Hershey       | Ext  | 2-1     | Victoire | Oliviero 20e, Kolic 37e                       | 3008       |

## Les résultats de l'Impact en2001
| Date          | match # | Adversaire           | Lieu | Score   | résultat | Buteurs                                     | Assistance |
| ------------- | ------- | -------------------- | ---- | ------- | -------- | ------------------------------------------- | ---------- |
| 12 mai        | 01      | Charleston           | Ext  | 0-2     | défaite  |                                             | 2750       |
| 14 mai        | 02      | Charlotte            | Ext  | 0-2     | défaite  |                                             | 658        |
| 19 mai        | 03      | Toronto              | Ext  | 0-1     | défaite  |                                             | 3284       |
| 25 mai        | 04      | Pittsburgh           | Ext  | 0-2     | défaite  |                                             | 1542       |
| 27 mai        | 05      | Connecticut          | Dom  | 1-2 (P) | défaite  | Thompson 27e                                | 2348       |
| 1er juin      | 06      | Long Island          | Dom  | 2-0     | victoire | Papandreou 61e, Thompson 87e                | 2416       |
| 8 juin        | 07      | Hershey              | Dom  | 3-2 (P) | victoire | Thompson 55e, Biello 86e, Papandreou 104e   | 2173       |
| 10 juin       | 08      | Connecticut          | Ext  | 1-2     | défaite  | Biello 41e                                  | 1012       |
| 15 juin       | 09      | Toronto              | Dom  | 1-0     | victoire | Papandreou 88e                              | 2867       |
| 16 juin       | 10      | Toronto              | Ext  | 3-1     | victoire | Dugas 15e, Thompson 63e, Papandreou 75e     | 2265       |
| 22 juin       | 11      | Rochester            | Ext  | 0-0 (P) | nulle    |                                             | 11475      |
| 23 juin       | 12      | Carioca (Haïti)(CM)  | Dom  | 1-0     | victoire | Placentino 79e                              | 2200       |
| 27 juin       | 13      | Santiago (Chili)(CM) | Dom  | 3-0     | victoire | Kolic 12e 38e 78e                           | 2634       |
| 30 juin       | 14      | Cosenza (Italie)(CM) | Dom  | 1-0     | victoire | Papandreou 36e                              | 2872       |
| 4 juillet     | 15      | Connecticut          | Dom  | 2-1     | victoire | Biello (TP) 36e (TP) 77e                    | 3557       |
| 8 juillet     | 16      | Vancouver            | Dom  | 0-1     | défaite  |                                             | 2593       |
| 15 juillet    | 17      | Hershey              | Dom  | 0-2     | défaite  |                                             | 3012       |
| 20 juillet    | 18      | Hershey              | Ext  | 0-1     | défaite  |                                             | 2502       |
| 21 juillet    | 19      | Pittsburgh           | Ext  | 2-5     | défaite  | Placentino 12e, Thompson (TP) 34e           | 2748       |
| 25 juillet    | 20      | Rochester            | Ext  | 1-2     | défaite  | Gervais 68e                                 | 9517       |
| 28 juillet    | 21      | Connecticut          | Ext  | 2-1 (P) | victoire | Biello 45e, Kolic 96e                       | 1276       |
| 5 août        | 22      | Toronto              | Dom  | 3-0     | victoire | Papandreou 67e, Borsellino 82e, Bernier 84e | 914        |
| 8 août        | 23      | Rochester            | Dom  | 2-0     | victoire | Biello N/A                                  | 747        |
| 12 août       | 24      | Seattle              | Dom  | 2-1 (P) | victoire | Papandreou 10e, Biello 118e                 | 1140       |
| 19 août       | 25      | Rochester            | Dom  | 2-0     | victoire | Papandreou 51e 84e                          | 1342       |
| 24 août       | 26      | Long Island          | Ext  | 0-0 (P) | nulle    |                                             | 1415       |
| 26 août       | 27      | Long Island          | Dom  | 1-3     | défaite  | Oliviero 67e                                | 1820       |
| 1er septembre | 28      | Hershey              | Ext  | 0-3     | défaite  |                                             | 2084       |
| 7 septembre   | 29      | Pittsburgh           | Dom  | 1-3     | défaite  | Papandreou 8e                               | 2411       |

## Les résultats de l'Impact en2002
| Date          | match # | Adversaire             | Lieu | Score   | résultat | Buteurs                                  | Assistance |
| ------------- | ------- | ---------------------- | ---- | ------- | -------- | ---------------------------------------- | ---------- |
| 4 mai         | 01      | Charleston             | Ext  | 0-1     | défaite  |                                          | 3107       |
| 11 mai        | 02      | Atlanta                | Ext  | 1-2 (P) | défaite  | Sebrango 45e                             | 598        |
| 13 mai        | 03      | Charlotte              | Ext  | 1-0     | victoire | Biello 36e                               | 340        |
| 26 mai        | 04      | Toronto                | Dom  | 2-0     | victoire | Oliviero 55e, Sebrango 87e               | 5821       |
| 8 juin        | 05      | Pittsburgh             | Ext  | 1-1 (P) | nulle    | Sebrango 59e                             | 2263       |
| 9 juin        | 06      | Pittsburgh             | Dom  | 3-1     | victoire | Pizzolitto 49e, Bernier 58e, Roberto 61e | 2861       |
| 16 juin       | 07      | Calgary                | Dom  | 1-0     | victoire | Sebrango 22e                             | 2123       |
| 21 juin       | 08      | Rochester              | Dom  | 1-0     | victoire | Sebrango 75e                             | 2151       |
| 27 juin       | 09      | Toronto                | Ext  | 0-0 (P) | nulle    |                                          | 624        |
| 28 juin       | 10      | Charleston             | Dom  | 0-1     | défaite  |                                          | 2265       |
| 3 juillet     | 11      | Cincinnati             | Dom  | 1-4     | défaite  | Biello 83e                               | 3474       |
| 6 juillet     | 12      | Rochester              | Ext  | 0-1 (P) | défaite  |                                          | 9444       |
| 10 juillet    | 13      | Rochester              | Dom  | 2-0     | victoire | Sebrango 9e 54e                          | 5464       |
| 17 juillet    | 14      | Vancouver              | Dom  | 2-1     | victoire | Biello 20e, DiTullio 56e                 | 5632       |
| 24 juillet    | 15      | Hampton Roads          | Dom  | 3-0     | victoire | Roberto 19e, Bernier 20e, Gervais 89e    | 7234       |
| 26 juillet    | 16      | Rochester              | Ext  | 2-1 (P) | victoire | Sebrango 6e, Rowland 105e                | 10284      |
| 31 juillet    | 17      | Richmond               | Dom  | 2-3     | défaite  | Sebrango 20e 40e                         | 6872       |
| 2 août        | 18      | Pittsburgh ( à Québec) | Dom  | 1-0     | victoire | Rowland 62e                              | 5461       |
| 7 août        | 19      | Toronto                | Dom  | 1-2 (P) | défaite  | Gervais 57e                              | 7653       |
| 9 août        | 20      | Hampton Roads          | Ext  | 1-1 (P) | nulle    | Bernier 18e                              | 701        |
| 10 août       | 21      | Richmond               | Ext  | 2-1     | victoire | Sebrango 31e 83e                         | 4410       |
| 14 août       | 22      | Charlotte              | Dom  | 3-2 (P) | victoire | Roberto 11e,Sebrango 46e 99e             | 7816       |
| 17 août       | 23      | Pittsburgh             | Ext  | 0-2     | défaite  |                                          | 3573       |
| 18 août       | 24      | Toronto                | Ext  | 2-1     | victoire | Sebrango 3e, Roberto 7e                  | 3253       |
| 23 août       | 25      | Calgary                | Ext  | 3-1     | victoire | Sebrango 21e, Roberto 90e, De Santis 90e | 1362       |
| 25 août       | 26      | Vancouver              | Ext  | 3-0     | victoire | Roberto 27e, Bernier 62e, Sebrango 80e   | 3989       |
| 29 août       | 27      | Portland               | Ext  | 0-3     | défaite  |                                          | 9141       |
| 1er septembre | 28      | Atlanta                | Dom  | 1-0     | victoire | Sebrango 88e                             | 7752       |
| 4 septembre   | série   | Charlotte              | Ext  | 0-1     | défaite  |                                          | 546        |
| 8 septembre   | série   | Charlotte              | Dom  | 2-0 (F) | victoire | Sebrango 36e, Sebrango (F)               | 6883       |
| 12 septembre  | série   | Rochester              | Dom  | 0-0     | nulle    |                                          | 6354       |
| 14 septembre  | série   | Rochester              | Ext  | 0-1     | défaite  |                                          | 10367      |

## Les résultats de l'Impact en2003
| Date        | match # | Adversaire          | Lieu | Score   | résultat | Buteurs                                   | Assistance |
| ----------- | ------- | ------------------- | ---- | ------- | -------- | ----------------------------------------- | ---------- |
| 24 avril    | 01      | Charleston          | Ext  | 0-1     | défaite  |                                           | 4813       |
| 10 mai      | 02      | Toronto             | Ext  | 2-0     | victoire | Roberto 30e 52e                           | 2555       |
| 18 mai      | 03      | Richmond            | Dom  | 0-0 (P) | nulle    |                                           | 7128       |
| 23 mai      | 04      | Richmond            | Ext  | 2-1     | victoire | Biello 35e, Pizzolitto 68e                | 1427       |
| 24 mai      | 05      | Virginia Beach      | Ext  | 1-1 (P) | nulle    | Roberto 69e                               | 1655       |
| 30 mai      | 06      | Vancouver           | Ext  | 1-0     | victoire | Francois 76e                              | 4341       |
| 1er juin    | 07      | Calgary             | Ext  | 4-0     | victoire | Biello 19e, Matondo 29e, Sebrango 30e 82e | 1100       |
| 6 juin      | 08      | Toronto             | Dom  | 1-0     | victoire | Nash 51e                                  | 6872       |
| 8 juin      | 09      | Toronto             | Ext  | 0-1     | défaite  |                                           | 1638       |
| 13 juin     | 10      | Pittsburgh          | Dom  | 1-1     | nulle    | Biello (TP) 55e                           | 3928       |
| 15 juin     | 11      | Pittsburgh          | Ext  | 3-1     | victoire | François 38e, Sebrango 83e, Nash (TP) 90e | 1516       |
| 20 juin     | 12      | Rochester           | Ext  | 3-2 (P) | victoire | (csc) ? 80e, Lemire 89e, Sebrango 97e     | 10159      |
| 22 juin     | 13      | Rochester           | Dom  | 1-0     | victoire | Rowland 4e                                | 5961       |
| 28 juin     | 14      | Rochester           | Ext  | 0-2     | défaite  |                                           | 11624      |
| 2 juillet   | 15      | Charlotte           | Dom  | 3-0     | victoire | Biello 1re, Fronimadis 10e, Matondo 80e   | 7044       |
| 4 juillet   | 16      | Syracuse            | Ext  | 3-1     | victoire | Gervais 16e, Rowland 34e, Biello 65e      | 8061       |
| 11 juillet  | 17      | Syracuse            | Dom  | 2-1     | victoire | Roberto 9e, Sebrango 45e                  | 7764       |
| 16 juillet  | 18      | Toronto             | Dom  | 2-3 (P) | victoire | Sebrango 33e, Matondo 72e                 | 8237       |
| 20 juillet  | 19      | Atlanta             | Dom  | 1-0     | victoire | Matondo 18e                               | 8307       |
| 23 juillet  | 20      | Pittsburgh          | Dom  | 0-1 (P) | défaite  |                                           | 6183       |
| 26 juillet  | 21      | Atlanta             | Ext  | 2-1     | victoire | Biello 77e, Roberto 90e                   | 1242       |
| 3 août      | 22      | Pittsburgh          | Ext  | 2-0     | victoire | Biello 37e, Leduc (TP) 64e                | 1852       |
| 6 août      | 23      | Vancouver           | Dom  | 1-1 (P) | nulle    | Roberto 15e                               | 5546       |
| 9 août      | 24      | Syracuse            | Ext  | 3-1     | victoire | Ribeiro 31e, Nash 57e, Fronimadis 90e     | 8389       |
| 13 août     | 25      | Rochester           | Dom  | 0-0 (P) | nulle    |                                           | 9414       |
| 16 août     | 26      | Syracuse (à Québec) | Dom  | 0-0 (P) | nulle    |                                           | 8623       |
| 29 août     | 27      | Virginia Beach      | Dom  | 0-2     | défaite  |                                           | 7693       |
| 31 août     | 28      | Calgary             | Dom  | 2-0     | victoire | Leduc (TP) 5e, Nash 25e                   | 8607       |
| 5 septembre | série   | Rochester           | Ext  | 1-2     | défaite  | Roberto 84e                               | 8339       |
| 7 septembre | série   | Rochester           | Dom  | 0-0     | nulle    |                                           | 6883       |

## Les résultats de l'Impact en2004
| Date         | match # | Adversaire             | Lieu | Score   | résultat | Buteurs                                                   | Assistance |
| ------------ | ------- | ---------------------- | ---- | ------- | -------- | --------------------------------------------------------- | ---------- |
| 6 avril      | MA      | UQAM                   | Dom  | 6-0     | victoire | Sebrango 13e 21e, Budalic 54e 81e, Kolic 86e Ridouani 70e | Na         |
| 10 avril     | MA      | Université de Montréal | Dom  | 3-1     | victoire | Budalic 27e 80e, Grande 151e                              | NA         |
| 25 avril     | 01      | Puerto Rico            | Ext  | 2-0     | victoire | Sebrango 30e, Leduc (TP) 55e                              | 8747       |
| 30 avril     | 02      | Charleston             | Ext  | 1-0 (P) | victoire | Biello 106e                                               | 2965       |
| 1er mai      | 03      | Atlanta                | Ext  | 2-0     | victoire | Commodore 61e 76e                                         | 426        |
| 16 mai       | 04      | Virginia Beach         | Dom  | 0-0 (P) | nulle    |                                                           | 8877       |
| 28 mai       | 05      | Toronto                | Dom  | 4-1     | victoire | (csc) ? 28e, Bailey 48e, Vincello 69e, Commodore 89e      | 6831       |
| 29 mai       | 06      | Toronto                | Ext  | 2-0     | victoire | Commodore 14e 43e                                         | 1826       |
| 6 juin       | 07      | Richmond               | Dom  | 2-0     | victoire | Bailey 47e, Grande 83e                                    | 8112       |
| 11 juin      | 08      | Vancouver              | Ext  | 3-0     | victoire | Ribeiro 27e, Bailey 44e 79e                               | 4613       |
| 13 juin      | 09      | Calgary                | Ext  | 2-0     | victoire | Leduc (TP) 9e, Commodore 61e                              | 879        |
| 15 juin      | 10      | Edmonton               | Ext  | 1-1 (P) | nulle    | Kolic 90e                                                 | 3823       |
| 20 juin      | 11      | Toronto                | Dom  | 1-1 (P) | nulle    | Vincello 69e                                              | 9289       |
| 27 juin      | 12      | Syracuse               | Ext  | 0-0 (P) | nulle    |                                                           | 4824       |
| 2 juillet    | 13      | Virginia Beach         | Ext  | 1-2 (P) | défaite  | Grande (TP) 52e                                           | 1187       |
| 3 juillet    | 14      | Richmond               | Ext  | 1-2 (P) | défaite  | Sebrango 69e                                              | 1965       |
| 7 juillet    | 15      | Rochester              | Dom  | 1-0     | victoire | Grande 52e                                                | 9078       |
| 9 juillet    | 16      | Rochester              | Ext  | 1-0     | victoire | Commodore 86e                                             | 11168      |
| 14 juillet   | 17      | Syracuse               | Dom  | 1-2     | défaite  | Sebrango 19e                                              | 9894       |
| 16 juillet   | 18      | Syracuse               | Ext  | 1-2     | défaite  | Sebrango 86e                                              | 6482       |
| 21 juillet   | 19      | Calgary                | Dom  | 2-0     | victoire | Sebrango 23e, Roberto 44e                                 | 9752       |
| 24 juillet   | 20      | Atlanta                | Ext  | 1-0     | victoire | Leduc (TP) 23e                                            | 1192       |
| 28 juillet   | 21      | Charleston             | Dom  | 2-0     | victoire | Grande 53e, Sebrango 58e                                  | 9425       |
| 4 août       | 22      | Puerto Rico            | Dom  | 1-0     | victoire | Commodore 80e                                             | 9503       |
| 6 août       | 23      | Vancouver              | Dom  | 0-0 (P) | nulle    |                                                           | 11019      |
| 14 août      | 24      | Puerto Rico (à Québec) | Dom  | 1-0     | victoire | Sebrango 86e                                              | 9763       |
| 22 août      | 25      | Atlanta (à Sherbrooke) | Dom  | 1-0     | victoire | Lavrynenko 24e                                            | 9128       |
| 25 août      | 26      | Edmonton               | Dom  | 2-0     | victoire | Roberto 21e, Sebrango 22e                                 | 10122      |
| 27 août      | 27      | Rochester              | Ext  | 0-2     | défaite  |                                                           | 12707      |
| 29 août      | 28      | Richmond               | Dom  | 0-2     | défaite  |                                                           | 9108       |
| 3 septembre  | série   | Rochester              | Ext  | 1-0     | victoire | Sebrango 53e                                              | 7174       |
| 5 septembre  | série   | Rochester              | Dom  | 1-0     | victoire | Sebrango 32e                                              | 10281      |
| 10 septembre | série   | Syracuse               | Ext  | 2-0     | victoire | Commodore 70e, Biello 73e                                 | 6345       |
| 12 septembre | série   | Syracuse               | Dom  | 1-1     | nulle    | Leduc (TP) 20e                                            | 8539       |
| 18 septembre | série   | Seattle                | Dom  | 2-0     | victoire | Vincello 33e, Commodore 79e                               | 13648      |

## Les résultats de l'Impact en2005
| Date         | match # | Adversaire               | Lieu | Score | résultat | Buteurs                                                                                      | Assistance |
| ------------ | ------- | ------------------------ | ---- | ----- | -------- | -------------------------------------------------------------------------------------------- | ---------- |
| 19 mars      | MA      | Sélection du CNHP        | Dom  | 4-0   | victoire | Richards 10e, Budreski 12e, Belotte 75e, Bah 82e                                             | NA         |
| 9 avril      | MA      | Lakers du Lac St-Louis   | Dom  | 3-1   | victoire | Sebrango 29e, Ribeiro 55e, Vincello 61e                                                      | NA         |
| 13 avril     | MA      | Université McGill        | Dom  | 8-1   | victoire | Palleschi 12e 22e, Biello 17e, Grande 44e, Ribeiro 60e, Leduc 65e, Commodore 76e, Lesage 88e | 2748       |
| 17 avril     | MA      | Sélect de Trois-Rivières | Ext  | 3-0   | victoire | Grande 21e, Fukasawa 56e, Lesage 66e                                                         | NA         |
| 20 avril     | MA      | Université de Concordia  | Ext  | 8-0   | victoire | Leduc 29e 45e, Fukasawa 42e 48e, Kolic 85e 90e, Biello 25e, Matondo 71e                      | NA         |
| 24 avril     | MA      | UQAM                     | Ext  | 2-0   | victoire | Leduc 24e, (csc) UQAM 90e                                                                    | NA         |
| 29 avril     | 01      | Puerto Rico              | Ext  | 1-1   | nulle    | Vincello 3e                                                                                  | 8874       |
| 1er mai      | 02      | Puerto Rico              | Ext  | 3-0   | victoire | Wilson 55e 71e, Ribeiro 90e                                                                  | 4652       |
| 7 mai        | 03      | Virginia Beach           | Ext  | 1-0   | victoire | Sebrango 54e                                                                                 | 915        |
| 8 mai        | 04      | Richmond                 | Ext  | 0-0   | nulle    |                                                                                              | 2567       |
| 15 mai       | 05      | Toronto                  | Ext  | 1-0   | victoire | Wilson 50e                                                                                   | 3553       |
| 21 mai       | 06      | Rochester                | Ext  | 2-1   | victoire | Gerba 60e 85e                                                                                | 9022       |
| 29 mai       | 07      | Rochester                | Dom  | 0-0   | nulle    |                                                                                              | 12086      |
| 3 juin       | 08      | Toronto                  | Dom  | 0-0   | nulle    |                                                                                              | 9864       |
| 22 juin      | 09      | Charleston               | Dom  | 4-2   | victoire | Vincello 26e, Gerba 30e, Grande 84e, Sebrango 90e                                            | 11823      |
| 30 juin      | 10      | Portland                 | Ext  | 1-0   | victoire | Grande 58e                                                                                   | 5435       |
| 3 juillet    | 11      | Seattle                  | Dom  | 3-1   | victoire | Gerba 7e 45e, Kolic 90e                                                                      | 11796      |
| 6 juillet    | 12      | Richmond                 | Dom  | 2-0   | victoire | Biello 6e 63e                                                                                | 10503      |
| 15 juillet   | 13      | Minnesota                | Ext  | 1-1   | nulle    | Biello 11e                                                                                   | 2977       |
| 22 juillet   | 14      | Toronto                  | Ext  | 1-0   | victoire | Biello 38e                                                                                   | 2489       |
| 24 juillet   | 15      | Toronto                  | Dom  | 2-1   | victoire | Roberto 52e, Biello 72e                                                                      | 12885      |
| 29 juillet   | 16      | Atlanta                  | Ext  | 1-2   | défaite  | Gervais 29e                                                                                  | 1326       |
| 30 juillet   | 17      | Charleston               | Ext  | 1-0   | victoire | Fukasawa 64e                                                                                 | 3537       |
| 7 août       | 18      | Atlanta                  | Dom  | 2-0   | victoire | Biello 2e, Gbeke 38e                                                                         | 11272      |
| 10 août      | 19      | Portland                 | Dom  | 0-1   | défaite  |                                                                                              | 9278       |
| 14 août      | 20      | Puerto Rico (à Québec)   | Dom  | 2-1   | victoire | Lyssand 55e, Biello 89e                                                                      | 12128      |
| 17 août      | 21      | Puerto Rico              | Dom  | 1-1   | nulle    | Kolic 15e                                                                                    | 11483      |
| 20 août      | 22      | Rochester                | Ext  | 2-2   | nulle    | Pizzolitto 57e, Gbeke 86e                                                                    | 9892       |
| 26 août      | 23      | Virginia Beach           | Dom  | 1-0   | victoire | Sebrango 90e                                                                                 | 12952      |
| 28 août      | 24      | Rochester (à Sherbrooke) | Dom  | 2-0   | victoire | Biello 15e, Gervais 65e                                                                      | 9519       |
| 31 août      | 25      | Vancouver                | Dom  | 1-0   | victoire | Ribeiro 5e                                                                                   | 8917       |
| 4 septembre  | 26      | Minnesota                | Dom  | 1-0   | victoire | Biello(TP) 89e                                                                               | 11952      |
| 9 septembre  | 27      | Seattle                  | Ext  | 0-1   | défaite  |                                                                                              | 5966       |
| 11 septembre | 28      | Vancouver                | Ext  | 1-0   | victoire | Sebrango 10e                                                                                 | 6192       |
| 23 septembre | série   | Seattle                  | Ext  | 2-2   | nulle    | Gbeke 86 86e 88e                                                                             | 2698       |
| 25 septembre | série   | Seattle                  | Dom  | 1-2   | défaite  | Gbeke 72e                                                                                    | 10124      |

## Les résultats de l'Impact en2006
| Date         | match # | Adversaire     | Lieu                   | Score  | résultat | Buteurs                                                           | Assistance |
| ------------ | ------- | -------------- | ---------------------- | ------ | -------- | ----------------------------------------------------------------- | ---------- |
| 18 mars      | MA      | Ext            | CNHP                   | 1-1    | nulle    | Madkour 85e                                                       | NA         |
| 7 avril      | MA      | Ext            | Lakers                 | 6-0    | victoire | Antoniuk 56e 68e, Salles 10e, Kolic 15e, Gervais 42e, Roberto 48e | NA         |
| 8 avril      | MA      | Ext            | Université de Montréal | 2-0    | victoire | Di Lorenzo 38e, Antoniuk 60e                                      | NA         |
| 12 avril     | MA      | Ext            | UQAM                   | 1-0    | victoire |                                                                   | NA         |
| 15 avril     | MA      | Ext            | Lakers                 | 5-0    | victoire | Salles 16e 37e, Gervais 27e, Ribeiro 39e, Antoniuk 71e            | NA         |
| 23 avril     | 01      | Miami          | Ext                    | 0-0    | nulle    |                                                                   | 3243       |
| 30 avril     | 02      | Puerto Rico    | Ext                    | 1-0    | victoire | Salles 11e                                                        | 4816       |
| 13 mai       | 03      | Charleston     | Ext                    | 1-3    | défaite  | Antoniuk 71e                                                      | 3124       |
| 21 mai       | 04      | Minnesota      | Dom                    | 4-0    | victoire | Pizzolitto 9e, Leduc 30e, Ribeiro 67e, Antoniuk 87e               | 8821       |
| 28 mai       | 05      | Miami          | Dom                    | 0-0    | nulle    |                                                                   | 12142      |
| 4 juin       | 06      | Puerto Rico    | Dom                    | 1-0    | victoire | Salles 20e                                                        | 9809       |
| 11 juin      | 07      | Toronto        | Ext                    | 1-0    | victoire | Roberto 81e                                                       | 1885       |
| 14 juin      | 08      | Atlanta        | Dom                    | 4-1    | victoire | Gervais 20e, Antoniuk 22e, Ribeiro 65e, Salles 90e                | 12215      |
| 18 juin      | 09      | Portland       | Dom                    | 0-0    | nulle    |                                                                   | 9273       |
| 24 juin      | 10      | Rochester      | Ext                    | 0-0    | nulle    |                                                                   | 10043      |
| 28 juin      | 11      | Rochester      | Dom                    | 1-0    | victoire | Pizzolitto 25e                                                    | 11369      |
| 7 juillet    | 12      | Vancouver      | Dom                    | 1-1    | nulle    | Vincello 90e                                                      | 12435      |
| 11 juillet   | 13      | Toronto        | Dom                    | 2-0    | victoire | Salles 62e 75e                                                    | 13367      |
| 15 juillet   | 14      | Seattle        | Ext                    | 2-1    | victoire | Bailey 37e, Biello 72e                                            | 3504       |
| 16 juillet   | 15      | Vancouver      | Ext                    | 1-0    | victoire | Bailey 55e                                                        | 5417       |
| 21 juillet   | 16      | Minnesota      | Ext                    | 1-2    | défaite  | Di Ioia 53e                                                       | 3505       |
| 26 juillet   | 17      | Seattle        | Dom                    | 1-0    | victoire | Salles 9e                                                         | 13397      |
| 28 juillet   | 18      | Atlanta        | Ext                    | 2-1    | victoire | Salles (TP) 78e, Biello 90e                                       | 1907       |
| 4 août       | 19      | Virginia Beach | Ext                    | 1-1    | nulle    | Ribeiro 31e                                                       | 1863       |
| 6 août       | 20      | Virginia Beach | Ext                    | 1-1    | nulle    | Biello 82e                                                        | 1670       |
| 9 août       | 21      | Rochester      | Dom                    | 2-0    | victoire | Lyssand 43e, Di Lorenzo 49e                                       | 13450      |
| 11 août      | 22      | Rochester      | Ext                    | 0-1    | défaite  |                                                                   | 11069      |
| 16 août      | 23      | Charleston     | Dom                    | 0-1    | défaite  |                                                                   | 13017      |
| 23 août      | 24      | Toronto        | Ext                    | 1-1    | nulle    | Roberto 70e                                                       | 1184       |
| 25 août      | 25      | Virginia Beach | Dom                    | 0-1    | défaite  |                                                                   | 13044      |
| 27 août      | 26      | Virginia Beach | Dom                    | 2-0    | victoire | Salles 22e 69e                                                    | 6532       |
| 31 août      | 27      | Portland       | Ext                    | 1-0    | victoire | Di Lorenzo 88e                                                    | 7034       |
| 8 septembre  | 28      | Toronto        | Dom                    | 0-0    | nulle    |                                                                   | 12891      |
| 22 septembre | série   | Vancouver      | Ext                    | 0-0    | nulle    |                                                                   | 5225       |
| 24 septembre | série   | Vancouver      | Dom                    | 0-2(P) | défaite  |                                                                   | 11782      |

## Les résultats de l'Impact en2007
| Date         | match # | Adversaire                   | Lieu | Score | résultat | Buteurs                                        | Assistance |
| ------------ | ------- | ---------------------------- | ---- | ----- | -------- | ---------------------------------------------- | ---------- |
| 26 mars      | MA      | Honduras                     | Ext  | 1-1   | nulle    | Dawkins (NA)                                   | NA         |
| 29 mars      | MA      | Rochester                    | Ext  | 1-3   | défaite  | Dawkins 70e                                    | NA         |
| 31 mars      | MA      | Université de Lynn (Floride) | Ext  | 3-1   | victoire | Fabro 13e, Palleschi 37e, Biello 81e           | NA         |
| 3 avril      | MA      | Miami                        | Ext  | 0-0   | nulle    |                                                | NA         |
| 13 avril     | MA      | Attak                        | Dom  | 4-0   | victoire | Fabro 13e, Moojen 21e, Biello 45e, Ribeiro 76e | NA         |
| 21 avril     | 01      | Atlanta                      | Ext  | 2-2   | nulle    | Palleschi 75e, Di Lorenzo 88e                  | 2320       |
| 28 avril     | 02      | Charleston                   | Ext  | 3-2   | victoire | Fabro 4e, Gbeke 8e, Di Lorenzo 45e             | 4328       |
| 5 mai        | 03      | Miami                        | Ext  | 1-0   | victoire | Gbeke 69e                                      | 520        |
| 11 mai       | 04      | Puerto Rico                  | Ext  | 1-1   | nulle    | Moojen 43e                                     | 3820       |
| 20 mai       | 05      | Seattle                      | Dom  | 2-0   | victoire | Palleschi 12e, Fabro 54e                       | 10143      |
| 25 mai       | 06      | Miami                        | Dom  | 1-0   | victoire | Gbeke 37e                                      | 11873      |
| 1er juin     | 07      | Vancouver                    | Dom  | 0-0   | nulle    |                                                | 12103      |
| 5 juin       | 08      | Minnesota                    | Dom  | 1-1   | nulle    | Moojen 41e                                     | 6979       |
| 8 juin       | 09      | Portland                     | Dom  | 0-1   | défaite  |                                                | 11286      |
| 15 juin      | 10      | Charleston                   | Dom  | 0-1   | défaite  |                                                | 10346      |
| 21 juin      | 11      | Portland                     | Ext  | 1-1   | nulle    | Marcina 86e                                    | 5266       |
| 23 juin      | 12      | Seattle                      | Ext  | 1-0   | victoire | Di Lorenzo 71e                                 | 3136       |
| 29 juin      | 13      | Puerto Rico                  | Dom  | 1-0   | victoire | Ribeiro 90e                                    | 12844      |
| 1er juillet  | 14      | California (à Québec)        | Dom  | 0-2   | défaite  |                                                | 12255      |
| 8 juillet    | 15      | Carolina (à Sherbrooke)      | Dom  | 2-2   | nulle    | Gbeke 63e 65e                                  | 8132       |
| 13 juillet   | 16      | Carolina                     | Ext  | 1-0   | victoire | Ribeiro 84e                                    | 4479       |
| 15 juillet   | 17      | Minnesota                    | Ext  | 0-3   | défaite  |                                                | 2708       |
| 18 juillet   | 18      | Minnesota                    | Ext  | 1-1   | nulle    | Leduc (TP) 71e                                 | 2850       |
| 1er août     | 19      | Carolina                     | Dom  | 4-1   | victoire | Biello 23e, Vincello 45e, Gbeke 62e, Testo 87e | 11321      |
| 5 août       | 20      | Rochester                    | Dom  | 1-0   | victoire | Gbeke 37e                                      | 11587      |
| 10 août      | 21      | Miami                        | Dom  | 0-0   | nulle    |                                                | 10663      |
| 16 août      | 22      | California                   | Ext  | 2-0   | victoire | Brown 34e, Vincello 59e                        | 528        |
| 18 août      | 23      | Vancouver                    | Ext  | 2-0   | victoire | Leduc 45e, Palleschi 90e                       | 5145       |
| 24 août      | 24      | Rochester                    | Ext  | 2-0   | victoire | Gbeke 70e, Gervais 73e                         | 11187      |
| 26 août      | 25      | Carolina                     | Ext  | 0-1   | défaite  |                                                | 5591       |
| 31 août      | 26      | Rochester                    | Dom  | 2-0   | victoire | Gbeke 9e 35e                                   | 12723      |
| 5 septembre  | 27      | Atlanta                      | Dom  | 1-0   | victoire | Leduc 44e                                      | 12242      |
| 8 septembre  | 28      | Rochester                    | Ext  | 0-2   | défaite  |                                                | 12448      |
| 14 septembre | série   | Puerto Rico                  | Dom  | 3-2   | victoire | Brown 8e, Vincello 26e 36e                     | 10217      |
| 16 septembre | série   | Puerto Rico                  | Ext  | 0-3   | défaite  |                                                | 6112       |

## Les résultats de l'Impact en2008
| Date         | match # | Adversaire                        | Lieu | Score | résultat | Buteurs                                          | Assistance |
| ------------ | ------- | --------------------------------- | ---- | ----- | -------- | ------------------------------------------------ | ---------- |
| 24 janvier   | MA      | Arezzo (Italie)                   | Ext  | 0-0   | nulle    |                                                  | NA         |
| 30 janvier   | MA      | Frosinone (Italie)                | Ext  | 0-1   | défaite  |                                                  | NA         |
| 31 janvier   | MA      | Cassino (Italie)                  | Ext  | 1-1   | nulle    | Surprenant 57e                                   | NA         |
| 21 février   | MA      | Esposende (Portugal)              | Ext  | 3-1   | victoire | Gjertsen 9e, Ribeiro 43e, Matondo 59e            | NA         |
| 26 février   | MA      | Fafe (Portugal)                   | Ext  | 1-2   | défaite  | Di Lorenzo 25e                                   | NA         |
| 27 février   | MA      | FC Vizela (Portugal)              | Ext  | 1-0   | victoire | Jefferson 27e                                    | NA         |
| 22 mars      | MA      | Université de Lynn (Floride)      | Ext  | 5-0   | victoire | Brown (NA) (NA) Biello (NA) (NA) Di Lorenzo (NA) | NA         |
| 24 mars      | MA      | Honduras                          | Ext  | 3-1   | victoire | Barnett 17e, Di Lorenzo 35e, Gbeke 49e           | NA         |
| 12 avril     | 01      | Vancouver                         | Ext  | 0-1   | défaite  |                                                  | 5288       |
| 19 avril     | 02      | Miami                             | Ext  | 2-1   | victoire | Brown 48e, Barnett 83e                           | 2450       |
| 25 avril     | 03      | Atlanta                           | Ex   | 2-3   | défaite  | Leduc 32e, Gbeke 84e                             | 2183       |
| 2 mai        | 04      | Puerto Rico                       | Ext  | 1-0   | victoire | Gjertsen 82e                                     | 2742       |
| 10 mai       | 05      | Minnesota                         | Ext  | 0-1   | défaite  |                                                  | 745        |
| 14 mai       | 06      | Charleston                        | Ext  | 0-1   | défaite  |                                                  | 2146       |
| 19 mai       | 07      | Vancouver                         | Dom  | 0-0   | nulle    |                                                  | 13034      |
| 27 mai       | CCN     | Toronto                           | Dom  | 0-1   | défaite  |                                                  | 12083      |
| 30 mai       | 08      | Portland                          | Dom  | 0-1   | défaite  |                                                  | 13034      |
| 4 juin       | 09      | Miami                             | Dom  | 0-0   | nulle    |                                                  | 13034      |
| 7 juin       | 10      | Charleston                        | Ext  | 1-3   | défaite  | Placentino 5e                                    | 3507       |
| 13 juin      | 11      | Charleston                        | Dom  | 1-0   | victoire | Placentino 69e                                   | 13034      |
| 17 juin      | CCN     | Vancouver                         | Dom  | 2-0   | victoire | Jefferson 25e, Gjertsen 35e                      | 10054      |
| 22 juin      | 12      | Carolina                          | Dom  | 3-0   | victoire | Brown 13e, Jefferson 43e, Di Lorenzo 78e         | 12715      |
| 25 juin      | CCN     | Vancouver                         | Ext  | 2-0   | victoire | Brown 10e, Testo 66e                             | 4412       |
| 28 juin      | 13      | Seattle                           | Ext  | 1-1   | nulle    | Pesoli 84e                                       | 3004       |
| 6 juillet    | 14      | Puerto Rico                       | Dom  | 0-1   | défaite  |                                                  | 13034      |
| 13 juillet   | 15      | Seattle                           | Dom  | 0-1   | défaite  |                                                  | 12890      |
| 18 juillet   | 16      | Miami                             | Dom  | 3-1   | victoire | Testo 44e, Jefferson 64e, Pesoli 81e             | 12913      |
| 22 juillet   | CCN     | Toronto                           | Ext  | 1-1   | nulle    | Brown 26e                                        | 20107      |
| 25 juillet   | 17      | Rochester                         | Ext  | 1-1   | nulle    | Di Lorenzo 67e                                   | 8948       |
| 27 juillet   | 18      | Rochester                         | Dom  | 0-2   | défaite  |                                                  | 13034      |
| 8 août       | 19      | Carolina                          | Ext  | 2-0   | victoire | Jefferson 11e, Aguilera 90e                      | 3536       |
| 13 août      | 20      | Rochester                         | Dom  | 1-0   | victoire | Donatelli 10e                                    | 10137      |
| 16 août      | 21      | Portland                          | Ext  | 1-2   | défaite  | Donatelli 86e                                    | 7893       |
| 20 août      | 22      | Atlanta                           | Dom  | 3-1   | victoire | Biello 30e, Donatelli 42e, Brown 69e             | 13034      |
| 24 août      | 23      | Atlanta                           | Dom  | 3-1   | victoire | Brown 1re, Brillant 50e 79e                      | 13034      |
| 27 août      | LCC     | Real Esteli (Nicaragua)           | Dom  | 1-0   | victoire | Gjertsen 72e                                     | 13034      |
| 30 août      | 24      | Carolina                          | Ext  | 2-0   | victoire | Byers 45e 837e                                   | 3031       |
| 2 septembre  | LCC     | Real Esteli (Nicaragua)           | Ext  | 0-0   | nulle    |                                                  | 1000       |
| 5 septembre  | 25      | Minnesota                         | Dom  | 1-1   | nulle    | Grande (TP) 45e                                  | 13034      |
| 8 septembre  | 26      | Portland                          | Dom  | 2-0   | victoire | Di Lorenzo 13e, Byers 45e                        | 12246      |
| 10 septembre | 27      | Seattle                           | Ext  | 2-1   | victoire | Donatelli 59e, Ribeiro 70e                       | 2539       |
| 13 septembre | 28      | Vancouver                         | Ext  | 0-1   | défaite  |                                                  | 5288       |
| 17 septembre | LCC     | Joe Public FC (Trinité-et-Tobago) | Dom  | 2-0   | victoire | Pesoli 14e, Donatelli 47e                        | 7631       |
| 20 septembre | 29      | Minnesota                         | Ext  | 1-3   | défaite  | Surprenant 32e                                   | 5743       |
| 21 septembre | 30      | Puerto Rico                       | Dom  | 0-0   | nulle    |                                                  | 12233      |
| 24 septembre | LCC     | Atlante FC (Mexique)              | Dom  | 0-0   | nulle    |                                                  | 12187      |
| 26 septembre | série   | Seattle                           | Ext  | 1-2   | défaite  | Pesoli 21e                                       | 2865       |
| 28 septembre | série   | Seattle                           | Dom  | 3-1   | victoire | Testo 56e, Placentino 75e, Ribeiro 90e           | 11134      |
| 1er octobre  | LCC     | CD Olimpia (Honduras)             | Ext  | 2-1   | victoire | Brown 3e (TP) 71e                                | 7224       |
| 3 octobre    | série   | Vancouver                         | Dom  | 1-0   | victoire | Ribeiro 61e                                      | 12002      |
| 5 octobre    | série   | Vancouver                         | Ext  | 0-2   | défaite  |                                                  | 4992       |
| 8 octobre    | LCC     | Joe Public FC (Trinité-et-Tobago) | Ext  | 4-1   | victoire | Placentino 5e, Donatelli 13e 79e, Byers 44e      | 2000       |
| 21 octobre   | LCC     | CD Olimpia (Honduras)             | Dom  | 1-1   | nulle    | Brown 40e                                        | 8961       |
| 28 octobre   | LCC     | Atlante FC (Mexique)              | Ext  | 1-2   | défaite  | Gjertsen 4e                                      | 4313       |

## Les résultats de l'Impact en2009
| Date         | match # | Adversaire                               | Lieu | Score | résultat | Buteurs                                                                             | Assistance |
| ------------ | ------- | ---------------------------------------- | ---- | ----- | -------- | ----------------------------------------------------------------------------------- | ---------- |
| 17 janvier   | MA      | Attak de Trois-Rivières                  | Dom  | 2-0   | victoire | Mayard 8e, Fritzon 81e                                                              | NA         |
| 18 janvier   | MA      | Université Laval                         | Ext  | 8-0   | victoire | Sebrango 29e 47e 56e, Pesoli 13e, Fritzon 49e, Grande (P) 58e, Mayard 64e, Braz 66e | NA         |
| 24 janvier   | MA      | Université de Montréal                   | Dom  | 2-0   | victoire | Placentino 19e, Sebrango 78e                                                        | NA         |
| 4 février:   | MA      | Pise (Italie)                            | Ext  | 0-0   | nulle    |                                                                                     | NA         |
| 5 février    | MA      | AC Pistoiese (Italie)                    | Ext  | 2-0   | victoire | Di Lorenzo 24e, Bessong Libiih 79e                                                  | NA         |
| 7 février    | MA      | VF Colligiana (Italie)                   | Ext  | 1-1   | nulle    | Gjertsen 29e                                                                        | NA         |
| 10 février   | MA      | Fiesole Caldine (Italie)                 | Ext  | 4-0   | victoire | Bessong Libiih 36e 42e, Brown 62e, contre son camp                                  | NA         |
| 12 février   | MA      | AC Prato (Italie)                        | Ext  | 1-0   | victoire | Sebrango 41e                                                                        | NA         |
| 21 février   | MA      | Attak                                    | Dom  | 3-1   | victoire | Sebrango 33e, Brown (P) 37e, Brillant 63e                                           | NA         |
| 25 février   | LCC     | Santos Laguna (MEX) (au Stade Olympique) | Dom  | 2-0   | victoire | Sebrango 5e 77e                                                                     | 55571      |
| 28 février   | MA      | Houston                                  | Ext  | 2-3   | défaite  | Brown 37e, Byers (N/A)                                                              | NA         |
| 5 mars       | LCC     | Santos Laguna (MEX)                      | Ext  | 2-5   | défaite  | Brown 24e, Sebrango 38e                                                             | 15000      |
| 22 mars      | MA      | Honduras                                 | Ext  | 0-2   | défaite  |                                                                                     | NA         |
| 25 mars      | MA      | Haïti                                    | Ext  | 4-1   | victoire | Di Ioia 48e, P. Mayard 53e, Donatelli 62e, deRoux 83e                               | NA         |
| 29 mars      | MA      | Miami                                    | Ext  | 3-1   | victoire | Donatelli 9e, Brown 41e, Gjertsen 75e                                               | NA         |
| 11 avril     | MA      | UQAM                                     | Dom  | 2-1   | victoire | Grande (N/A), Byers (N/A)                                                           | NA         |
| 14 avril     | MA      | Syracuse                                 | Ext  | 3-0   | victoire | Gjertsen 14e, Donatelli 55e, Di Ioia 80e                                            | NA         |
| 18 avril     | 01      | Charleston                               | Ext  | 0-0   | nulle    |                                                                                     | 4367       |
| 24 avril     | 02      | Miami                                    | Ext  | 1-2   | défaite  | Sebrango 75e                                                                        | 1568       |
| 2 mai        | 03      | Puerto Rico                              | Ext  | 2-3   | défaite  | Sakuda 26e, Gjertsen 76e                                                            | 4022       |
| 9 mai        | 04      | Rochester                                | Dom  | 1-2   | défaite  | Placentino 6e                                                                       | 12246      |
| 13 mai       | CCN     | Toronto                                  | Ext  | 0-1   | défaite  |                                                                                     | 19872      |
| 15 mai       | 05      | Charleston                               | Dom  | 0-0   | nulle    |                                                                                     | 12180      |
| 17 mai       | 06      | Austin Aztex                             | Dom  | 4-0   | victoire | Brown 51e, Gjertsen 57e, Donatelli 62e, Gatti 89e                                   | 11470      |
| 20 mai       | CCN     | Vancouver                                | Dom  | 0-2   | défaite  |                                                                                     | 11483      |
| 27 mai       | CCN     | Vancouver                                | Ext  | 0-1   | défaite  |                                                                                     | 5134       |
| 30 mai       | 07      | Rochester                                | Ext  | 1-0   | victoire | Brown 80e                                                                           | 10137      |
| 4 juin       | 08      | Portland                                 | Ext  | 0-1   | défaite  |                                                                                     | 6427       |
| 7 juin       | 09      | Vancouver                                | Ext  | 2-1   | victoire | Sebrango 20e, Testo 44e                                                             | 5288       |
| 18 juin      | CCN     | Toronto                                  | Dom  | 1-6   | défaite  | Donatelli (P) 24e                                                                   | 11561      |
| 20 juin      | 10      | Vancouver                                | Dom  | 2-1   | victoire | Placentino 34e, Brown 39e                                                           | 12287      |
| 23 juin      | 11      | Miami                                    | Dom  | 1-0   | victoire | Pizzolitto 11e                                                                      | 12676      |
| 28 juin      | 12      | Portland                                 | Ext  | 0-4   | défaite  | csc 64e                                                                             | 7783       |
| 1er juillet  | MA      | Haïti                                    | Dom  | 0-0   | nulle    |                                                                                     | 8047       |
| 5 juillet    | 13      | Charleston                               | Dom  | 0-1   | défaite  |                                                                                     | 11581      |
| 8 juillet    | MA      | Syrie                                    | Dom  | 2-1   | victoire | Donatelli 66e, Brillant 78e                                                         | 5047       |
| 11 juillet   | 14      | Minnesota                                | Ext  | 0-3   | défaite  |                                                                                     | 3151       |
| 15 juillet   | 15      | Rochester                                | Ext  | 0-0   | nulle    |                                                                                     | 5391       |
| 19 juillet   | 16      | Puerto Rico                              | Dom  | 0-1   | défaite  |                                                                                     | 11827      |
| 22 juillet   | 17      | Cleveland                                | Dom  | 4-1   | victoire | Sebrango 9e 63e, C. O'Brien 25e, Gjertsen 59e                                       | 12213      |
| 25 juillet   | 18      | Austin                                   | Ext  | 2-2   | nulle    | Mayard 77e, Brown 89e                                                               | 2786       |
| 28 juillet   | MA      | Bordeaux (France)                        | Dom  | 1-2   | défaite  | Donatelli 66e                                                                       | 11948      |
| 1er août     | 19      | Miami                                    | Ext  | 1-1   | nulle    | Biello 41e                                                                          | 922        |
| 4 août       | MA      | CA River Plate (Argentine)               | Dom  | 1-1   | nulle    | Brown 64e                                                                           | 11738      |
| 9 août       | 20      | Minnesota                                | Dom  | 1-0   | victoire | Brown 51e                                                                           | 11208      |
| 12 août      | 21      | Portland                                 | Dom  | 0-1   | défaite  |                                                                                     | 11247      |
| 15 août      | 22      | Puerto Rico                              | Ext  | 0-1   | défaite  |                                                                                     | 5701       |
| 18 août      | 23      | Cleveland                                | Ext  | 2-1   | victoire | Byers 59e, Biello 75e                                                               | 1502       |
| 23 août      | 24      | Austin                                   | Dom  | 2-0   | victoire | Joqueviel 23e Byers 90e                                                             | 13034      |
| 30 août      | 25      | Caroline                                 | Dom  | 1-1   | nulle    | Donatelli 33e                                                                       | 12680      |
| 2 septembre  | 26      | Caroline                                 | Dom  | 1-0   | victoire | Di Lorenzo 11e                                                                      | 11173      |
| 5 septembre  | 27      | Cleveland                                | Ext  | 2-1   | victoire | Brown 23e 69e                                                                       | 1724       |
| 9 septembre  | 28      | Vancouver                                | Dom  | 1-0   | victoire | Byers 90e                                                                           | 11867      |
| 13 septembre | 29      | Minnesota                                | Dom  | 1-1   | nulle    | Byers 85e                                                                           | 12805      |
| 18 septembre | 30      | Caroline                                 | Ext  | 0-2   | défaite  |                                                                                     | 2316       |
| 24 septembre | série   | Charleston                               | Dom  | 2-0   | victoire | Testo 10e, Placentino 88e                                                           | 11282      |
| 27 septembre | série   | Charleston                               | Ext  | 2-1   | victoire | Pizzolitto 23e Donatelli 74e                                                        | 2311       |
| 1er octobre  | série   | Puerto Rico                              | Dom  | 2-1   | victoire | Donatelli 8e, Brown 20e                                                             | 9835       |
| 4 octobre    | série   | Puerto Rico                              | Ext  | 2-1   | victoire | Byers 2e, Sebrango 90e                                                              | 5101       |
| 10 octobre   | série   | Vancouver                                | Ext  | 3-2   | victoire | (csc) Vancouver 45e, Byers 63e, Sebrango 89e                                        | 5886       |
| 17 octobre   | série   | Vancouver                                | Dom  | 3-1   | victoire | Donatelli (P) 30e, Gjertsen 40e, Brown 42e                                          | 13034      |

## Les résultats de l'Impact en2010
| Date       | match # | Adversaire                                              | Lieu | Score | résultat | Buteurs                                                        | Assistance |
| ---------- | ------- | ------------------------------------------------------- | ---- | ----- | -------- | -------------------------------------------------------------- | ---------- |
| 19 février | MA      | sélection de joueurs de l’UQAM et de l’Université McGil | Dom  | 2-1   | victoire | Agourram 5e,Brown 45e                                          | NA         |
| 24 février | MA      | SC Freamunde (Portugal)                                 | Ext  | 5-1   | victoire | Brown 13e, Soares 26e, Mayard 78e,Placentino 82e, Agourram 90e | NA         |
| 3 mars     | MA      | Celta Vigo(Espagne)                                     | Ext  | 1-2   | défaite  | Agourram 24e                                                   | NA         |
| 4 mars     | MA      | Boavista FC(Portugal)                                   | Ext  | 1-1   | nulle    | Hemming 19e                                                    | NA         |
| 20 mars    | MA      | Rochester                                               | Ext  | 0-1   | défaite  |                                                                | NA         |
| 24 mars    | MA      | Charlestone                                             | Ext  | 1-1   | nulle    | Aaboubou 87e                                                   | NA         |
| 27 mars    | MA      | Carolina                                                | Ext  | 1-1   | nulle    | Pizzolitto 82e                                                 | 1345       |
| 29 mars    | MA      | Wake Forest                                             | Ext  | 2-0   | Victoire | Agourram 33e, Brown 90e                                        | NA         |

## Symboles
- Ext= Match joué à l'extérieur
- Dom= Match joué à domicile
- (F) fusillade
- (P) prolongation
- (csc) but contre son camp
- (TP) tir de pénalité
- (CCN) championnat canadien nutrilite
- (LCC) ligue des champions de la concacaf
- (MA) match amical
- (CM) coupe de Montréal
- (N/A)  donnée non disponible
- (CNHP) Centre national de haute performance

## Résultats contre chaque équipe
| adversaire      | pj | victoire | défaite | nulles | Fusillade | Prolongation | bp | bc | différence | points |
| --------------- | -- | -------- | ------- | ------ | --------- | ------------ | -- | -- | ---------- | ------ |
| Rochester       | -- | --       | --      | --     | --        | --           | -- | -- | --         | --     |
| Los Angeles     | -- | --       | --      | --     | --        | --           | -- | -- | --         | --     |
| Colorado        | -- | --       | --      | --     | --        | --           | -- | -- | --         | --     |
| Tampa Bay       | -- | --       | --      | --     | --        | --           | -- | -- | --         | --     |
| Vancouver       | -- | --       | --      | --     | --        | --           | -- | -- | --         | --     |
| Toronto         | -- | --       | --      | --     | --        | --           | -- | -- | --         | --     |
| Fort Lauderdale | -- | --       | --      | --     | --        | --           | -- | -- | --         | --     |
| Seattle         | -- | --       | --      | --     | --        | --           | -- | -- | --         | --     |
| New York        | -- | --       | --      | --     | --        | --           | -- | -- | --         | --     |
| Atlanta         | -- | --       | --      | --     | --        | --           | -- | -- | --         | --     |
| Charleston      | -- | --       | --      | --     | --        | --           | -- | -- | --         | --     |
| Raleigh         | -- | --       | --      | --     | --        | --           | -- | -- | --         | --     |
| Jacksonville    | -- | --       | --      | --     | --        | --           | -- | -- | --         | --     |
| Hershey         | -- | --       | --      | --     | --        | --           | -- | -- | --         | --     |
| Carolina        | -- | --       | --      | --     | --        | --           | -- | -- | --         | --     |
| Connecticut     | -- | --       | --      | --     | --        | --           | -- | -- | --         | --     |
| Richmond        | -- | --       | --      | --     | --        | --           | -- | -- | --         | --     |
| Long Island     | -- | --       | --      | --     | --        | --           | -- | -- | --         | --     |
| Minnesota       | -- | --       | --      | --     | --        | --           | -- | -- | --         | --     |
| Milwaukee       | -- | --       | --      | --     | --        | --           | -- | -- | --         | --     |
| Worcester       | -- | --       | --      | --     | --        | --           | -- | -- | --         | --     |